# エミリー・ワトソン
エミリー・アニータ・ワトソン（Emily Anita Watson, 1967年1月14日 - ）は、イギリスの女優。

## 来歴

### 私生活
ロンドンにて生まれる。父親は建築家、母親は教師。ブリストル大学で英文学を学び、卒業後は事務員やウェイトレスなどで働きながら、Drama Studio Londonで演劇を学んだ。
1995年に俳優のジャック・ウォーターズと結婚。2005年11月に長女（ジュリエット）を出産。アーセナルのサポーター。

### キャリア
1992年にロイヤル・シェイクスピア・カンパニーに所属。主に舞台に立っていたが、ラース・フォン・トリアー監督に起用され、1996年公開の『奇跡の海』で映画デビューする。この作品で無垢な主人公を演じて強烈な印象を残して話題になった。彼女の鬼気迫る演技には高い評価が寄せられ、1996年ヨーロッパ映画賞年間女優賞、同年全米映画批評家協会賞、同年ニューヨーク映画批評家協会賞、などを受賞したほか、1996年アカデミー主演女優賞にもノミネートされた。『奇跡の海』は当初、ヘレナ・ボナム＝カーターが起用されていたが、露骨な性描写シーンを拒否して降板。その後行われたオーディションでワトソンに配役された。
1998年公開の『ほんとうのジャクリーヌ・デュ・プレ』で2度目のアカデミー主演女優賞候補となった。
その後も有名監督の作品に起用され、ロバート・アルトマン監督の『ゴスフォード・パーク』やポール・トーマス・アンダーソンの『パンチドランク・ラブ』に出演した。
2015年、第63回サン・セバスティアン国際映画祭で、生涯功労賞にあたるドノスティア賞を受賞。

## 備考
ジャン＝ピエール・ジュネは当初、ワトソンを念頭において『アメリ』の脚本を書いた。しかしワトソンはフランス語の壁や家族から離れること等を考慮し、この役を断わった。アメリはフランス人女優オドレイ・トトゥが演じて彼女の代表作となった。また、シェカール・カプールの『エリザベス』の主演候補でもあったが、この役はケイト・ブランシェットが演じている。

## 主な出演作品

### 映画
| 公開年 | 邦題 原題                                                                              | 役名                         | 備考 |
| ------ | -------------------------------------------------------------------------------------- | ---------------------------- | --- |
| 1996   | 奇跡の海 Breaking the Waves                                                            | ベス・マクニール             | ヨーロッパ映画賞女優賞受賞 全米映画批評家協会賞女優賞受賞 ニューヨーク映画批評家協会賞女優賞受賞 アカデミー賞主演女優賞ノミネート |
| 1997   | ボクサー The Boxer                                                                     | マギー                       | |
| 1998   | ほんとうのジャクリーヌ・デュ・プレ Hilary and Jackie                                   | ジャクリーヌ・デュ・プレ     | アカデミー賞主演女優賞ノミネート                                                                                                  |
| 1999   | クレイドル・ウィル・ロック Cradle Will Rock                                            | オリーヴ・スタントン         | |
| 1999   | アンジェラの灰 Angela's Ashes                                                          | アンジェラ・マコート         | |
| 2000   | 愛のエチュード The Luzhin Defence                                                      | ナタリー                     | |
| 2001   | ゴスフォード・パーク Gosford Park                                                      | エルシー                     | |
| 2002   | パンチドランク・ラブ Punch-Drunk Love                                                  | リナ・レナード               | |
| 2002   | レッド・ドラゴン Red Dragon                                                            | リーバ・マクレーン           | |
| 2002   | リベリオン Equilibrium                                                                 | メアリー・オブライエン       | |
| 2004   | ライフ・イズ・コメディ! ピーター・セラーズの愛し方 The Life and Death of Peter Sellers | アン・セラーズ               | |
| 2005   | 孤独な嘘 Separate Lies                                                                 | アンネ・マニング             | |
| 2005   | ティム・バートンのコープスブライド Corpse Bride                                        | ヴィクトリア                 | 声の出演 |
| 2005   | プロポジション -血の誓約- The Proposition                                              | マーサ・スタンリー           | |
| 2006   | ミス・ポター Miss Potter                                                               | ミリー・ウォーン             | |
| 2006   | タイムクルセイド ドルフと聖地騎士団 Crusade in Jeans                                   | メアリー・ヴェガ             | |
| 2007   | ウォーター・ホース The Water Horse                                                     | アン・マクマロウ             | |
| 2008   | 脳内ニューヨーク Synecdoche, New York                                                  | タミー                       | |
| 2008   | メモリー・キーパーの娘 The Memory Keeper's Daughter                                    | キャロライン                 | テレビ映画 |
| 2008   | しあわせの帰る場所 Fireflies in the Garden                                             | ジェーン・ローレンス         | |
| 2011   | 戦火の馬 War Horse                                                                     | ローズ・ナラコット           | |
| 2012   | オレンジと太陽 Oranges and Sunshine                                                    | マーガレット・ハンフリーズ   | |
| 2013   | やさしい本泥棒 The Book Thief                                                          | ローザ・フーバーマン         | |
| 2013   | ベル ある伯爵令嬢の恋 Belle                                                            | マンスフィールド夫人         | |
| 2014   | 博士と彼女のセオリー The Theory of Everything                                          | ベリル・ワイルド             | |
| 2015   | ロイヤル・ナイト 英国王女の秘密の外出 A Royal Night Out                                | エリザベス王妃               | |
| 2015   | エベレスト 3D Everest                                                                  | ヘレン・ウィルトン           | |
| 2017   | Monster Family                                                                         | Emma Wishbone                | 声の出演 |
| 2017   | 追想 On Chesil Beach                                                                   | ヴァイオレット・ポンティング | |
| 2017   | キングスマン:ゴールデン・サークル Kingsman: The Golden Circle                          | フォックス大統領補佐官       | |
| 2018   | さすらいの人 オスカー・ワイルド The Happy Prince                                       | コンスタンス・ロイド         | |
| 2018   | アンソニー・ホプキンスのリア王 King Lear                                               | リーガン                     | テレビ映画 |
| 2021   | Monster Family 2                                                                       | Emma Wishbone                | 声の出演 |
| 2022   | ゴッズ・クリーチャー God's Creatures                                                   | アイリーン・オハラ           | |

### テレビシリーズ
| 放映年 | 邦題 原題                                                          | 役名                     | 備考                    |
| ------ | ------------------------------------------------------------------ | ------------------------ | ----------------------- |
| 2011   | 適切な大人〜連続殺人犯フレッド・ウェストとの対峙 Appropriate Adult | ジャネット・リーチ       | 計2話出演               |
| 2017   | アップル・ツリー・ヤード 裏通りの情事 Apple Tree Yard              | イヴォンヌ・カーマイケル | 計4話出演               |
| 2017   | ジーニアス:世紀の天才 アインシュタイン Genius                      | エルザ・アインシュタイン | 計4話出演               |
| 2019   | チェルノブイリ Chernobyl                                           | ウラナ・ホミュック       | ミニシリーズ、計4話出演 |
| 2020   | サード・デイ 〜祝祭の孤島〜 The Third Day                          | ミセス・マーティン       | ミニシリーズ、計6話出演 |